# پارک هوایی استیجاری کلورتون
محله هوایی کلورتون اکسکوتیو (به انگلیسی: Calverton Executive Airpark) یک فرودگاه همگانی-owned، خصوصی- با کد یاتا CTO است که یک باند فرود آسفالت و بتن دارد و طول باند آن ۳۰۴۸ متر است. این فرودگاه در کشور ایالات متحده آمریکا قرار دارد و در ارتفاع ۲۳ متری از سطح دریا واقع شده‌است.